# 比爾 (利維夫州)
49°52′47″N 24°57′20″E / 49.87972°N 24.95556°E
比爾（烏克蘭語：Бір），是烏克蘭西部的村莊，隸屬利維夫州的佐洛奇夫區。該村面積0.75平方公里，海拔高度265米，2001年人口192，人口密度每平方公里255.66人。	